# Les Appalaches
Les Appalaches é um concelho municípal Regional (MRC)da província canadense de Quebec, na região de Chaudière-Appalaches. Sua principal cidade é Thetford Mines.

## Divisões do MRC de L'Amiante

### Cidades
- Disraeli
- Thetford Mines

### Municípios
- Adstock
- Beaulac-Garthby
- East Broughton
- Irlande
- Kinnear's Mills
- Saint-Adrien-d'Irlande
- Sainte-Clotilde-de-Beauce
- Saint-Fortunat
- Saint-Jacques-de-Leeds
- Saint-Jean-de-Brébeuf
- Saint-Julien
- Saint-Joseph-de-Coleraine
- Saint-Pierre-de-Broughton

### Freguesias
- Disraeli
- Sacré-Coeur-de-Jésus
- Sainte-Praxède
- Saint-Jacques-le-Majeur-de-Wolfestown